# أليكس سيفالوس
أليكس سيفالوس هو لاعب كرة قدم إكوادوري في مركز حراسة المرمى، ولد في 3 أغسطس 1967 في ميلاغرو في الإكوادور. شارك مع منتخب الإكوادور لكرة القدم. أما مع النوادي، فقد لعب مع ديبورتيفو كوينكا ونادي إيميلك ونادي ديبورتيفو إل ناسيونال.

## وصلات خارجية
- أليكس سيفالوس على موقع الاتحاد الدولي (مؤرشف)  (الإنجليزية)
- أليكس سيفالوس على موقع قاعدة بيانات كرة القدم.إي يو (الإنجليزية)
- أليكس سيفالوس على موقع ناشيونال فوتبول تيمز (الإنجليزية)